# Hunter Armstrong
Joseph Armstrong (conocido como Hunter Armstrong; Dover, 24 de enero de 2001) es un deportista estadounidense que compite en natación, especialista en el estilo espalda.
Participó en dos Juegos Olímpicos de Verano, obteniendo tres medallas, oro en Tokio 2020 (4 × 100 m estilos) y dos en París 2024, oro en 4 × 100 m libre y plata en 4 × 100 m estilos.
Ganó once medallas en el Campeonato Mundial de Natación entre los años 2022 y 2024.

## Palmarés internacional
| Juegos Olímpicos   | Juegos Olímpicos   | Juegos Olímpicos  | Juegos Olímpicos        |
| Año                | Lugar              | Medalla           | Prueba                  |
| ------------------ | ------------------ | ----------------- | ----------------------- |
| 2020               | Tokio (Japón)      | Medalla de oro    | 4 × 100 m estilos       |
| 2024               | París (Francia)    | Medalla de oro    | 4 × 100 m libre         |
| 2024               | París (Francia)    | Medalla de plata  | 4 × 100 m estilos       |
| Campeonato Mundial |                    |                   |                         |
| Año                | Lugar              | Medalla           | Prueba                  |
| 2022               | Budapest (Hungría) | Medalla de oro    | 4 × 100 m estilos mixto |
| 2022               | Budapest (Hungría) | Medalla de plata  | 50 m espalda            |
| 2022               | Budapest (Hungría) | Medalla de bronce | 100 m espalda           |
| 2023               | Fukuoka (Japón)    | Medalla de oro    | 50 m espalda            |
| 2023               | Fukuoka (Japón)    | Medalla de bronce | 100 m espalda           |
| 2024               | Doha (Catar)       | Medalla de oro    | 100 m espalda           |
| 2024               | Doha (Catar)       | Medalla de oro    | 4 × 100 m estilos       |
| 2024               | Doha (Catar)       | Medalla de oro    | 4 × 100 m estilos mixto |
| 2024               | Doha (Catar)       | Medalla de plata  | 50 m espalda            |
| 2024               | Doha (Catar)       | Medalla de bronce | 4 × 200 m libre         |
| 2024               | Doha (Catar)       | Medalla de bronce | 4 × 100 m libre mixto   |